# شهر درمانی دبی
شهر درمانی دبی (عربی: مدينة دبي الصحية) (به اختصار DHCC) یک منطقهٔ آزاد تجاری در زمینهٔ گردشگری پزشکی در شیخ‌نشین دبی در کشور امارات متحده عربی است. شهر درمانی در سال ۲۰۰۲ به دست نخست‌وزیر امارات و حاکم دبی محمد بن راشد آل مکتوم تأسیس شد. هزینهٔ ساخت آن بالغ بر ۱٫۸ میلیارد دلار برآورد شده که تماماً از سوی دولت امارات پرداخت شد. دولت امارات همچنین مدیریت مجموعه را بر عهده دارد. هدف اصلی ساخت شهر درمانی جذب گردشگری سلامتی و پزشکی به دبی بوده‌است. در سال ۲۰۱۴، ۱٫۲ میلیون گردشگر پزشکی به شهر درمانی دبی مراجعه کردند که ۳۷٪ از کشورهای شورای همکاری خلیج (فارس)، ۲۵٪ از مابقی جهان عرب، ۲۰٪ از اروپا، و ۱۸٪ از دیگر کشورها بوده‌اند.